# Karel II. Minsterberský
Karel II. Minsterberský či Minsterbersko-Olešnický (15. dubna 1545 Olešnice – 10. ledna 1617 Olešnice) byl minsterberský, olešnický a bernštatský kníže pocházející z minsterberské větve pánů z Poděbrad.

## Život
Byl synem minsterbersko-olešnického knížete Jindřicha II. a jeho druhé ženy Markéty Meklenburské. Po smrti lehnicko-břežského knížete Jáchyma Fridricha roku 1602 byl poručníkem jeho nezletilých synů Jana Kristiána a Jiřího Rudolfa. V roce 1608 se stal vrchním slezským hejtmanem. Jako protestant s nelibostí hleděl na zvolení Karla Habsburského, syna arcivévody Karla II. Štýrského a bratra českého krále Ferdinanda II., na vratislavský biskupský stolec. Stárnoucí kníže ještě zažil příklon slezských knížat k českým stavům, avšak vypuknutí stavovského povstání se již nedožil.